# 村岡兼造
村岡 兼造（むらおか かねぞう、1931年〈昭和6年〉8月27日 - 2019年〈令和元年〉12月25日）は、日本の政治家。位階は正三位。勲一等旭日大綬章。秋田県本荘市（現・由利本荘市）出身。血液型はB型。
衆議院議員（9期）、郵政大臣（第50代）、運輸大臣（第64代）、内閣官房長官（第62代）、自由民主党国会対策委員長（第34代、第42代）、自由民主党総務会長（第42代）、平成研究会会長代理を歴任した。

## 来歴・人物
秋田県議会議員を経て、1972年の第33回衆議院議員総選挙に立候補し初当選。1976年の総選挙で落選したが3年後の1979年の衆院選で政界復帰を果たす。
宇野内閣で郵政大臣で初入閣、第2次海部改造内閣で運輸大臣を務めた。竹下派時代は中西啓介と共に小沢一郎の側近として知られていたが、1992年の東京佐川急便事件で竹下派が分裂すると、中堅議員の中村喜四郎・西田司・佐藤信二らとともに反小沢の急先鋒となって小渕恵三を後継会長に擁立した。その後は、小渕派幹部として1995年から1997年まで総裁・橋本龍太郎の下で自民党国会対策委員長、同年9月発足した第2次橋本改造内閣では梶山静六の後任として内閣官房長官に就任した。1998年7月の第18回参議院議員通常選挙では惨敗し、官房長官を退任した。2000年、総裁・森喜朗の下で自由民主党総務会長に就任し、2001年4月に退任。
2003年の自由民主党総裁選挙にて橋本派は藤井孝男を擁立したが、村岡は橋本派の会長代理であり藤井の兄貴分でありながら藤井ではなく森派の現職かつ1972年衆院初当選同期の小泉純一郎の支持に回ったために、野中広務に「毒まんじゅう（この年の流行語大賞を受賞）を食らった」と揶揄された。
小選挙区移行後の総選挙では御法川英文とコスタリカ方式を取っており、2003年の第43回衆議院議員総選挙では比例区に回る予定であった。しかし、選挙前に御法川が死去したことによりコスタリカ方式が解消されたと判断し、村岡は小選挙区で立候補する。ところが、村岡は御法川の長男の信英に敗れ落選し、政界からの引退に追い込まれた。
2019年12月25日16時57分、がんのため東京都内の自宅で死去した。88歳没。死没日をもって正三位に叙される。

## 不祥事
引退後の2004年9月には、日歯連闇献金事件で、平成研究会（橋本派）の元会計責任者の証言により収支報告書不記載の首謀者として、政治資金規正法違反（不記載）で在宅起訴される。村岡は「幹部会でヤミ献金の話が出たことはなく、1億円については報道で初めて知った」と全面無罪を主張。2006年3月30日、第一審の東京地方裁判所（川口政明裁判長）は無罪判決を言い渡した。しかし、2007年5月10日の第二審の東京高等裁判所（須田贒裁判長）は判決を取り消し、禁錮10ヶ月・執行猶予3年の逆転判決が言い渡された。2008年7月14日、最高裁（泉徳治裁判長）は上告棄却の決定をし、有罪判決が確定した。
のちの調査で免罪であったことがわかっている。

## 政策
選択的夫婦別姓制度の導入に反対していた。

## 家族
- 長男は元JC会頭で第15回（2001年）の秋田県知事選挙に立候補した村岡兼幸。2016年10月より村岡建設工業の社長を務める。
- 村岡の後継社長として長年村岡建設工業の社長を務め、2016年10月に会長となった村岡淑郎は実弟。
- 政治家としての兼造の後継者となった次男の村岡敏英は、父兼造の在任中に運輸大臣秘書官、内閣官房長官秘書官をそれぞれ務めた後[8]、2005年の第44回衆議院議員総選挙で秋田3区から無所属で立候補したが落選、2009年の第45回衆議院議員総選挙でも自民党の公認を得られず無所属（平沼グループ）で立候補して落選、2010年の第22回参議院議員選挙ではたちあがれ日本から比例区に立候補したが落選した。その後、2012年の第46回衆議院議員総選挙では日本維新の会から立候補し、小選挙区では敗れるものの比例東北ブロックで当選している。2014年の第47回衆議院議員総選挙でも比例復活となり、2017年まで通算2期目務めた。2016年に民進党入りしている。2017年の第48回衆議院議員総選挙では希望の党から立候補するも落選した。2021年には秋田県知事選挙に立候補するも、現職の佐竹敬久に敗れ落選した。2022年の第26回参議院議員通常選挙では秋田県選挙区から無所属で立候補するも落選した。2024年の第50回衆議院議員総選挙で国民民主党から立候補し初めて小選挙区で当選した。

## 略歴
- 秋田県立本荘高等学校→東京都立小石川高等学校→1954年慶應義塾大学経済学部卒業、直ちに村岡建設入社[9]。
- 1959年：村岡建設工業の社長に就任。
- 1964年：村岡建設工業の社長を退任。

### 政歴
- 1967年
  - 秋田県議会議員選挙で当選（2期）。
- 1972年12月10日
  - 第33回衆議院議員総選挙に立候補、初当選。
- 1989年6月
  - 郵政大臣に就任（宇野内閣、〜1989年8月）。
- 1990年12月
  - 運輸大臣に就任（海部内閣、〜1991年11月）。
- 1995年9月
  - 自民党国対委員長に就任。
- 1997年9月11日
  - 内閣官房長官に就任（橋本改造内閣、〜1998年7月）。
- 1998年7月
  - 自民党幹事長代理に就任。
- 2000年12月
  - 自民党総務会長に就任。
- 2001年11月3日
  - 勲一等旭日大綬章を受章[10]。
- 2003年11月9日
  - 第43回衆議院議員総選挙に立候補したが、落選。
- 2003年11月11日
  - 公職選挙法違反で選挙運動員が逮捕される。
- 2004年8月6日
  - 本荘市名誉市民の称号授与。
- 2004年9月26日
  - 政治資金規正法違反で在宅起訴された。
- 2006年1月17日
  - 政治資金規正法違反の上記刑事被告事件につき禁錮1年の求刑を受けた。
- 2006年3月30日
  - 同刑事被告事件につき、第一審・東京地裁で無罪の判決を受けた。
- 2007年5月10日
  - 同事件被告事件につき、控訴審・東京高裁は、第一審の無罪判決を破棄し、禁錮10か月・執行猶予3年の逆転有罪判決が言い渡した。
- 2008年7月14日
  - 同事件被告事件につき、上告審・最高裁は、控訴審の有罪判決を支持し、上告棄却の決定をした。